# خانه محمد نصر
خانه محمد نصر مربوط به دوره پهلوی اول است و در شیراز، خیابان مشیر کهنه، شماره ۳۲۱ واقع شده و این اثر در تاریخ ۸ مرداد ۱۳۸۱ با شمارهٔ ثبت ۶۰۵۱ به‌عنوان یکی از آثار ملی ایران به ثبت رسیده است.